# Anthistiriinae
Anthistiriinae,  podtribus trava u tribusu Andropogoneae, sinonim za Andropogoninae. Opisao ga je J. Presl 1830., a u njega je uključivano desetak rodova. Rod Anthistiria po kojemu je podtribus imenovan, sinonim je za Themeda.

## Rodovi
1. Jardinea Steud. (2 spp.)
2. Heteropogon Pers. (4 spp.)
3. Eremopogon (Hack.) Stapf (1 sp.)
4. Cymbopogon Spreng. (55 spp.)
5. Themeda Forssk. (28 spp.)
6. Iseilema Andersson (26 spp.)
7. Euclasta Franch. (2 spp.)
8. Bothriochloa Kuntze (38 spp.)
9. Dichanthium Willemet (20 spp.)
10. Capillipedium Stapf (20 spp.)